# Mazama pandora
Veado-mateiro-de-Iucatã (Mazama pandora) é uma espécie de cervídeo sul-americano do gênero Mazama nativo da península de Iucatã no México, Belize e Guatemala. Além de ser encontrado em florestas úmidas, como os outros veados do gênero Mazama, M. pandora também ocorre em regiões mais áridas e abertas. Já foi considerado como uma subespécie disjunta do veado-catingueiro e também do veado-mateiro.
Entre outras características, M. pandora difere dessas espécies nas medidas do crânio e chifres. Também difere de Mazama temama, que é simpátrico, por ter coloração cinzenta, e não avermelhada.

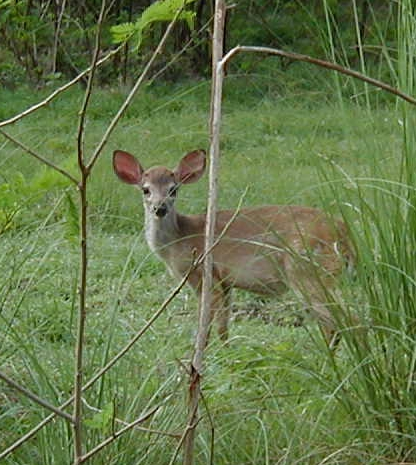
Mazama pandora